# K2 skis
K2 skis är en amerikansk tillverkare av alpina skidor som sedan 2007 ägs av Jarden. I koncernen ingår numera även bindningstillverkaren Marker samt skid- och tennismärket Völkl.